# Lactarius paradoxus
Lactaire paradoxal
Espèce
Le Lactaire paradoxal, Lactarius paradoxus, est une espèce de champignons basidiomycètes de la famille des Russulaceae.